# Rifugio Damiano Chiesa
Il rifugio Damiano Chiesa è un rifugio della Società degli alpinisti tridentini che si trova a 2.060 m, sulla cima del monte Altissimo di Nago in Trentino.

## Storia
Fu inaugurato il 6 giugno 1892. Al termine della prima guerra mondiale, nel 1919, il rifugio venne dedicato al martire Damiano Chiesa.